# 拔羽症

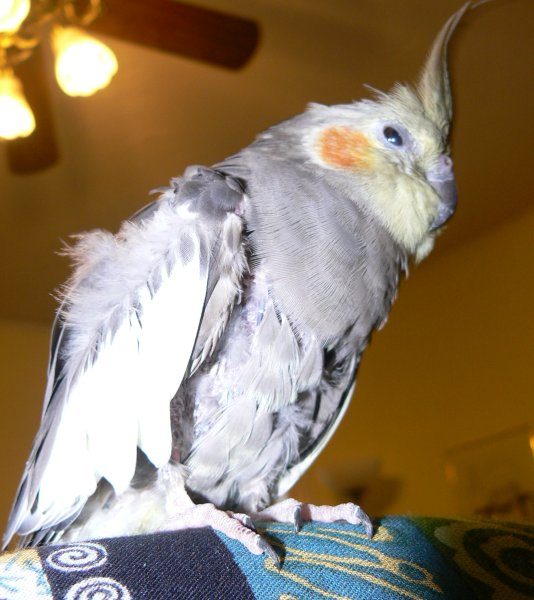
出现拔羽行为的玄凤：拔羽症通常出現於胸部

拔羽症出現於全球多個品種的鳥類之上，是一種雀鳥自行拔掉羽毛的行為。
導致拔羽症的原因各有不同，研究發現野鳥拔掉毛羽毛以維持適當體溫。家鳥及寵物亦會有拔羽的情況，原因除了是維持體溫外，亦可能是心理因素。寵物鳥可能會以拔羽行為宣洩情緒。觀察發現，拔羽可能是因為雀鳥感到被忽略、傷心，甚至是喜悅時雀鳥也可能會拔羽。當雀鳥出現拔羽行為，建議帶往獸醫診治。

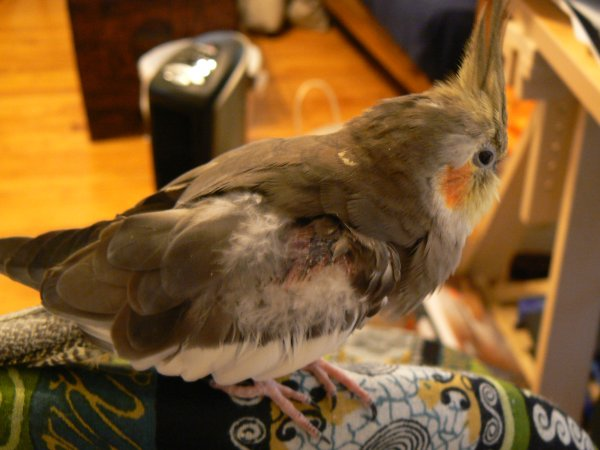
拔羽症可出現於身體各部份（图中为玄凤）

## 外部連結
- 引起拔羽症之原因 （页面存档备份，存于）